# Kaplica św. Jana Nepomucena na Rynku w Brzostku
Kaplica św. Jana Nepomucena na Rynku w Brzostku – murowana kaplica mszalna zlokalizowana w południowej części Rynku w Brzostku (województwo podkarpackie).

## Historia
Neoklasycystyczna kaplica została wzniesiona najprawdopodobniej w pierwszej połowie XIX wieku (być może w 1816), choć nie zachowały się na ten temat żadne zapisy. Lokalna tradycja głosi, że jest ona współczesna lokalnemu kościołowi parafialnemu pod wezwaniem Podwyższenia Krzyża Świętego. Zrealizowana była na planie prostokąta z zaokrągloną apsydą. Obecny jej wygląd pochodzi z 1918, kiedy to dokonano przebudowy (dodano wtedy trójkątny fronton wsparty na dwóch kolumnach). Remont przeszła w 1989 z inicjatywy Towarzystwa Miłośników Ziemi Brzosteckiej.

## Wyposażenie
Na wyposażenie wnętrza składają się: ołtarz, a w nim barokowa figura św. Jana Nepomucena (XVIII wiek) oraz figura Matki Bożej.
Obok kaplicy znajduje się XIX-wieczna "studnia u Jana".